# Институт истории искусств Франкфуртского университета
Институт истории искусств Франкфуртского университета имени Иоганна Вольфганга Гёте (нем. Kunstgeschichtliches Institut der Johann Wolfgang Goethe-Universität Frankfurt am Main) — научное учреждение Франкфуртского университета для обучения и исследований в области истории и теории искусства. В институте изучается изобразительное искусство — живопись, скульптура, архитектура, графика, кино, фотография и медиаискусство — от Средневековья до современности. Институт относится к факультету языкознания и культуроведения. В 2014—2015 году в институте обучалось 1824 студента.

## История

### Основание
Институт истории искусства университета Иоганна Вольфганга Гёте во Франкфурте был создан в 1915 году, через год после основания университета, из различных учреждений, таких как Академия социальных и коммерческих наук. Первоначально он располагался в помещениях Штеделя. В качестве первого почетного профессора был назначен Георг Шварценски. Исследования были сосредоточены в первую очередь на преподавании истории архитектуры и изучении тогда малоизвестного искусства Среднего Рейна на основе искусствоведческого труда Гёте «Об искусстве и древности на землях по Рейну и Майну».
Первым профессором института стал Рудольф Кауч.
Альберт Эрик Бринкман переехал из Берлина во Франкфурт в 1935 году, когда нацисты угрожали закрыть университет. До своей отставки в 1946 году он опубликовал в институте ряд своих основных работ, посвященных искусству барокко и градостроительству. Он всегда представлял гуманистическое направление и, как следствие, его отказ от идеологии «расовой чистоты» вызвал реакцию политических противников.

### После Второй Мировой Войны
Повторное открытие университета состоялось в 1946 году, и было зачислено 59 студентов. Под управлением Герберта фон Эйнема институт переехал в Боккенхайм, так как здание Штеделя требовало реконструкции.
В 1947 году директором Института был назначен Харальд Келлер. При нём было усилено изучение классической археологии и приглашены преподаватели из римской Библиотеки Герциана и Института истории искусств во Флоренции.
В 1970-е годы направление истории искусств стало частью факультета языкознания и культурологии, а деканом был назначен Вольфрам Принц. С момента открытия неуклонно росло число студентов: в 1980 году их было 538, а несколько лет спустя уже 1000.